# Шилісу (Сарибулацький сільський округ)
Шилісу́ (каз. Шилісу) — село у складі Кербулацького району Жетисуської області Казахстану. Входить до складу Сарибулацького сільського округу.
Населення — 26 осіб (2021; 208 у 2009, 220 у 1999, 378 у 1989).